# Pegoplata nigroscutellata
Pegoplata nigroscutellata är en tvåvingeart som först beskrevs av Stein 1920.  Pegoplata nigroscutellata ingår i släktet Pegoplata, och familjen blomsterflugor. Arten är reproducerande i Sverige.